# Gran fuerza
Gran fuerza es el segundo álbum de Astrud. Para la grabación del disco, Astrud contó con la colaboración de Eduard Alarcón, que acabaría convirtiéndose en el bajista de estudio y gira del grupo, y con la participación de las integrantes del grupo Feria en una de las canciones; además, para la grabación se contó con la participación de una pequeña orquesta de cámara, bajo la dirección de Xavier Sans.

## Músicos
- Manolo Martínez: voz, teclados, guitarra acústica y coros.
- Genís Segarra: programación, teclados, guitarra eléctrica y vocoder.
- Eduard Alarcón: bajo eléctrico y bajo acústico.

## Lista de canciones
1. La culpa - 4:07
2. Mírame a los ojos - 2:53
3. La última  - 3:35
4. Riqueza mental - 3:32
5. Somos el uno para el otro - 4:23
6. La boda - 3:57
7. El juego de la vida - 3:47
8. Me afecta - 3:50
9. Europa - 4:10
10. Mentalismo - 6:30

- Datos: Q5884602